# 룩 춧 짜이 나이 축천
《룩 춧 짜이 나이 축천》(태국어: รักฉุดใจนายฉุกเฉิน; 영어: My Ambulance 마이 앰뷸런스[*])는 2019년 방영된 태국의 드라마이다.